# Calze de la catedral de València

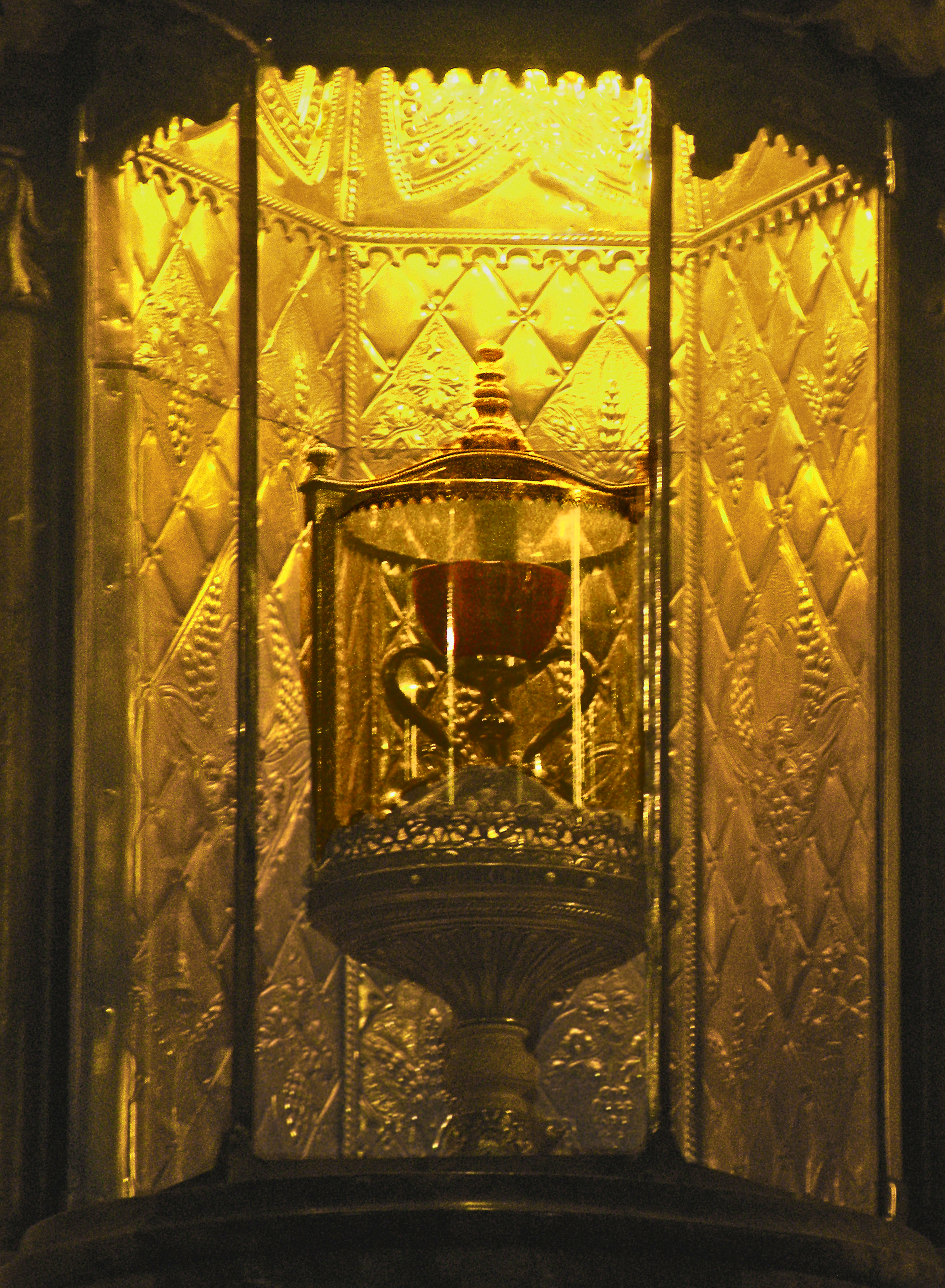
El calze de la Catedral de València

El Calze de la catedral de València o Calze de València és una relíquia conservada a la catedral de València que alguns consideren que fou el Sant Calze emprat per Jesús de Natzaret durant el Sant Sopar per a servir vi, tal com diu l'Evangeli segons Mateu.
Dels quatre calzes que es té coneixement que en algun moment s'han relacionat amb el Sant Calze, només el Calze de la catedral de València és considerada una relíquia històrica pel Vaticà, tot i que no com el Sant Calze utilitzat en l'Últim Sopar. Malgrat que els papes Joan Pau II i Benet XVI han venerat aquest calze a la Catedral de València, l'Església mai s'ha pronunciat formalment a favor de la seva autenticitat.

## Història
La referència històrica més recent és un acròstic del segle xi.
El recipient va ser donat pel rei Alfons el Magnànim el 1437 i alçat a la sala de relíquies fins que el 1916 es traslladà a aquesta capella. Fins a 1744 el calze era emprat amb regularitat, però li va caure a un religiós en terra i es va clavillar; després deixà de gastar-se i restà com simple objecte de culte. Actualment es troba protegit per un fanal i descansa sobre una mènsula dins del retaule gòtic d'alabastre abans esmentat. La copa és de pedra de tipus àgata oriental o calcedònia reixada, de la varietat anomenada cornalina, de color roig fosc. El seu diàmetre és aproximadament de deu centímetres i la seua alçària de set. Tant la superfície exterior com la interior són llises. La base és xicoteta i circular i està datada en el segle I dC.
El peu de la copa està constituït per una naveta, en posició invertida, també de calcedònia, molt translúcida, ribetejada en or. La unió entre el peu i la copa i les dues anses estan finament treballades en or. La muntura, de fina orfebreria, està encastada amb valuoses perles i maragdes. Tant el peu com les anses foren muntades en temps medievals.

## Llegenda
La llegenda d'aquesta relíquia menciona que, a la mort de la Mare de Déu, els deixebles de Jesús es van repartir tot el que guardava i que Sant Pere es va portar el Calze a Roma. A causa de les freqüents persecucions patides pels cristians, el papa Sixt II va entregar la preada relíquia a sant Llorenç, el seu diaca, el qual va fer traslladar el calze a Osca, la seua pàtria. Allí va estar el Sant Calze fins a l'any 712, que els cristians, fugint dels musulmans, es van refugiar en els Pirineus i finalment en el monestir de Sant Joan de la Penya, prop de Jaca.
D'allí, segons citen els historiadors, va passar a Saragossa, al palau reial de l'Aljaferia. El Sant Calze fou donat per la comunitat de Sant Joan de la Penya al rei d'Aragó, Martí l'Humà el 1399, el qual, agraït, va entregar a canvi als monjos de Sant Joan un altre calze d'or.
El Sant Calze va estar en poder dels monarques de la Corona d'Aragó fins que l'any 1437 Alfons el Magnànim, que havia portat a València la relíquia per la capella del seu palau reial, havent-se d'absentar del Regne de València, les va entregar a la catedral, que de llavors ençà alberga el Sant Calze.

## Ubicació

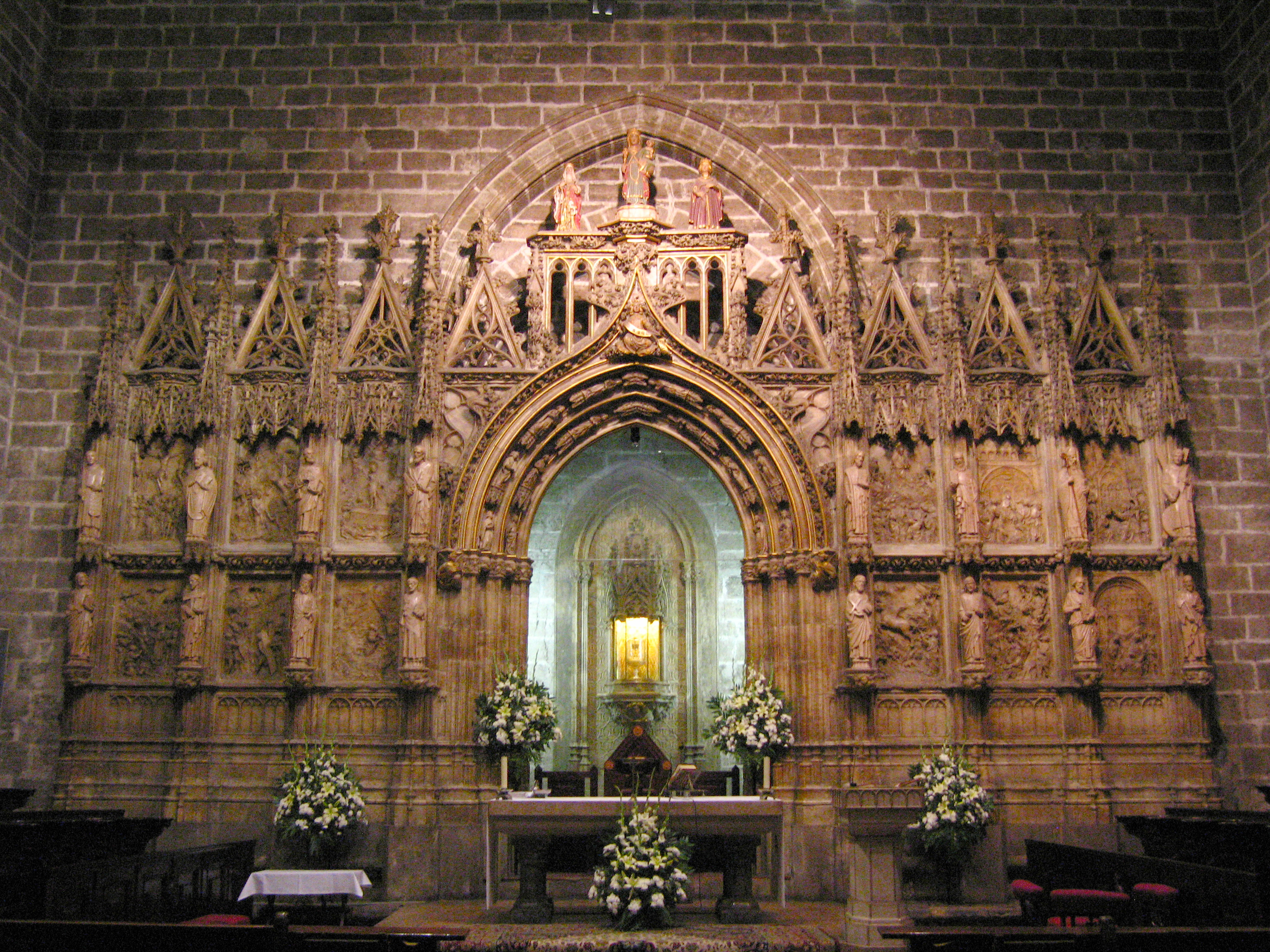
Excepcional retaule gòtic d'alabastre de la Capella del Sant Calze

El Calze de València es troba a l'Antiga Aula Capitular o Capella del Sant Calze de la Catedral de València. La catedral de València (basílica metropolitana) és seu de l'arquebisbat de València i està dedicada a Santa Maria per desig de Jaume I, fidel a la tradicional devoció mariana del segle xiii. Fou consagrada l'any 1238 per l'arquebisbe de Tarragona Pere d'Albalat. Es troba sobre l'antiga mesquita, que al seu torn s'havia alçat sobre l'antiga seu visigòtica. Obra d'Andreu Julià en estil gòtic florit (1356-1369), l'actual capella del Sant Calze es destinava en un principi a la celebració de reunions del capítol de la catedral, ço és, a Sala Capitular. També s'emprava per soterrament de prelats i canonges, i en el seu subsòl hi ha una cripta que hui es troba cegada. Després va servir de càtedra de teologia, sent també aprofitada per reunir-se les Corts del Regne. Més tard va rebre el nom de Capella del Crist de la Bona Mort, però el 1916 es va decidir el trasllat del Sant Calze a la capella, d'on prové el seu actual nom.
Originàriament era una capella exempta, però en 1496 Pere Comte va concloure el passadís, en estil gòtic florit, que l'unia amb la resta de la Seu. Per accedir-hi, cal entrar per la porta dels Ferros i trencar a mà dreta fins que trobem una entrada al passadís, al final del qual hi ha una portalada gòtica tallada en pedra que hi dona accés. En aquest corredor trobem cinc sepulcres gòtics de pedra, un dels quals del bisbe Vidal de Blanes, que manà edificar la Sala Capitular, hui del Sant Calze. A més hi trobem un crist tallat en fusta, sota el qual hi ha un fresc passat a llenç de l'Adoració dels Pastors, obra de 1472, de Paolo de San Leocadio. Aquesta obra, que es troba en un estat de conservació pèssim, era un dels frescs que realitzà per mostrar el seu mestratge i acreditar-se per pintar el presbiteri i és, alhora, una de les primeres pintures renaixentistes –si no la primera- feta a la península Ibèrica. Davant d'aquest fresc hi ha un retaule de Sant Miquel posterior, de la primeria del XVI, obra primerenca de Vicent Macip, encara d'estructura gòtica, tot i que de transició al Renaixement. Resulta interessant comparar-lo tant amb l'Adoració dels Pastors de Paolo de San Leocadio com amb el quadre del Baptisme del Crist, obra de maduresa del mateix Macip (vegeu foto a l'apartat de la porta dels Ferros).
La Capella del Sant Calze, de planta quadrada, fa tretze metres per banda i setze d'alçària, amb parets llises de pedra fosca llaurada i tres finestrals amb vitralls policromats. Hi destaca la bella i complicada volta gòtica amb huit nervadures i vint-i-quatre tercelets que formen una estrela de huit puntes, que descansen sobre mènsules policromades. Sobre les claus de la volta, també policromes, figuren els dotze apòstols, llevat de la central, on hi ha la coronació de la Mare de Déu en el cel després de l'assumpció.